# منتخب المكسيك تحت 17 سنة لكرة السلة
منتخب المكسيك تحت 17 سنة لكرة السلة هو ممثل المكسيك الرسمي في المنافسات الدولية في كرة السلة تحت 17 سنة.